# Hortiboletus
Genre
Hortiboletus est un genre de la famille des Boletaceae.

## Description
Les Hortiboletus (Horti = jardin, boletus = bolet ; "Bolet de jardin") sont des petits bolets xérocomoïdes ayant tendance à pousser dans les jardins, les parcs, les clairières et autres zones herbeuses.

## Liste des espèces
Selon GBIF (11 décembre 2023) :
- Hortiboletus amygdalinus Xue T.Zhu & Zhu L.Yang
- Hortiboletus arduinus N.K.Zeng, H.J.Xie & W.F.Lin
- Hortiboletus bubalinus (Oolbekk. & Duin) L.Albert & Dima
- Hortiboletus campestris (A.H.Sm. & Thiers) Biketova & Wasser
- Hortiboletus coccyginus (Thiers) C.F.Schwarz, N.Siegel & J.L.Frank
- Hortiboletus engelii (Hlaváček) Biketova & Wasser
- Hortiboletus indorubellus K.Das, D.Chakr., Baghela, S.K.Singh & Dentinger
- Hortiboletus kohistanensis A.Naseer, S.Sarwar & A.N.Khalid
- Hortiboletus napaeus N.K.Zeng, H.J.Xie, S.Jiang & Zhi Q.Liang
- Hortiboletus rubellus (Krombh.) Simonini, Vizzini & Gelardi
- Hortiboletus rupicapreus Svetash., A.V.Alexandrova, O.V.Morozova & T.H.G.Pham
- Hortiboletus subpaludosus (W.F.Chiu) Xue T.Zhu & Zhu L.Yang

### Espèces en France métropolitaine
- Hortiboletus bubalinus (Oolbekk. & Duin) L.Albert & Dima
- Hortiboletus engelii (Hlaváček) Biketova & Wasser
- Hortiboletus rubellus (Krombh.) Simonini, Vizzini & Gelardi

## Systématique
Le nom correct complet (avec auteur) de ce taxon est Hortiboletus Simonini, Vizzini & Gelardi.